# Alfonso de Paradinas
Alfonso de Paradinas (Paradinas de San Juan, Salamanca, 1395- 1485) fue un religioso y copista español que vivió en los siglos XIV y XV.

## Biografía
Fue copista del Libro de buen amor del arcipreste de Hita. Estudió en la Universidad de Salamanca, siendo colegial del Colegio Mayor de San Bartolomé. En 1469 fue designado obispo de Ciudad Rodrigo. Reformó la cabecera y arcos de la iglesia del Cristo de Paradinas, que en la actualidad es una ermita, en cuya fachada dejó su blasón familiar. Abogó por el nuevo ideario del Renacimiento. Así, promovió la construcción de uno de los primeros templos del Renacimiento, la Iglesia de Santiago de los Españoles, en Roma, encargando el proyecto al arquitecto Paolo Romano. Su copia del Libro de buen amor se halla en la biblioteca de la Universidad de Salamanca. Manuel García Blanco le dedica uno de sus Seis estudios salmantinos.